# Список воевод полоцких
| Полоцкие воеводы          | Полоцкие воеводы       | Полоцкие воеводы                     | Полоцкие воеводы                                                                                    |
| Человек                   | Год принятия должности | Год составления должности или смерть | Заметки                                                                                             |
| ------------------------- | ---------------------- | ------------------------------------ | --------------------------------------------------------------------------------------------------- |
| Станислав Глебович        | 1501                   | 1513                                 | Умер                                                                                                |
| Альбрехт Гаштольд         | 1513                   | 1519                                 | Поступил наТрокскому воеводу.                                                                       |
| Станислав Остик           | 1519                   | 1519                                 | Умер                                                                                                |
| Петр Кишка                | 1519                   | 1532                                 | Поступил на Трокский кастелян                                                                       |
| Ян Юрьевич Глебович       | 1532                   | 1542                                 | Поступил на Виленский воеводу.                                                                      |
| Станислав Довойна         | 1542                   | 1573                                 | С 1563 г., после взятия Москвичами Полоцка, оставался номинальным воеводой, а также                 |
| Николай Дорогостайский    | 1576                   | 1597                                 | В 1578 году Полоцк был отбит у московитов. Умер.                                                    |
| Андрей Сапега             | 1597                   | 1613                                 | Он отказался от своего поста из-за конфликта с заключенными                                         |
| Михал Друцкий-Соколинский | 1613                   | 1621                                 | Поступил на Смоленского воеводу.                                                                    |
| Януш Кишка                | 1621                   | 1654                                 | Одновременно польный (с 1635 г.) и великий гетман Литвы (с 1646 г. ). Умер                          |
| Александр Людвик Радзивил | 1654                   | 1654                                 | Умер                                                                                                |
| Богуслав Радзивилл        | 1654                   | 1654                                 | Избран воеводой на съезде полоцкого дворянства 28 августа. 1654 г. в Нарочи, но не одобрен королем. |
| Ян Кароль Копец           | 1658                   | 1670                                 | Поступил на Трокский кастелян                                                                       |
| Казимир Ян Сапега         | 1670                   | 1681                                 | Поступил на жамойский старосту и польному литовскому гетману.                                       |
| Ян Огинский               | 1682                   | 1684                                 | В то же время гетман Литвы польный. Умер                                                            |
| Доминик Михал Слушка      | 1685                   | 1713                                 | Умер                                                                                                |
| Станислав Эрнест Денгоф   | 1722                   | 1728                                 | В то же время гетман Литвы полный. Умер                                                             |
| Александр Михал Сапега    | 1754 г.                | 1775 г.                              | Одновременно польный гетман Литвы (с 1762 г. ). Вступил в должность великого канцлера Литвы.        |
| Юзеф Сосновский           | 1781 г.                | 1783 г.                              | В то же время гетман Литвы польный. Умер                                                            |
| Тадеуш Жаба               | 1784 г.                | 1795 г.                              | Сформировано правительство в связи с прекращением существования Речи Посполитой.                    |